# Georg av Sachsen
Georg, född 8 augusti 1832 på slottet Pillnitz, död 15 oktober 1904 på slottet Pillnitz, var en tysk furste, kung av Sachsen 1902–1904. Han var son till Johan I av Sachsen och Amalia Augusta av Bayern. Georg gifte sig 1859 i Lissabon med infantan Maria Anna av Portugal, dotter till drottning Maria II av Portugal.
Georg deltog med utmärkelse i tyska enhetskriget och fransk-tyska kriget, och blev 1888 generalfältmarskalk. År 1902 efterträdde han sin barnlöse äldre broder Albert som kung av Sachsen. Georg av Sachsen ansågs vara en djupt religiös och mycket allvarligt lagd person.

## Barn
1. Maria Johanna av Sachsen (1860–1861)
2. Elisabeth Albertina av Sachsen (1862–1863)
3. Mathilde av Sachsen (1863–1933) ogift, kallades i folkmun för "Die Schnapse-Mathilde".
4. Fredrik August III av Sachsen (1865–1932) gift med Luise av Österrike-Toscana (1870–1947)
5. Maria Josefa av Sachsen (1867–1944), gift med ärkehertig Otto av Österrike, mor till  Karl I av Österrike.
6. Johann Georg av Sachsen (1869–1938) gift med 1) Isabella av Württemberg (1871–1904), 2) Maria Immacolata av Bourbon-Sicilien (1874–1947). Barnlös.
7. Maximilian Wilhelm av Sachsen (1870–1951), ogift
8. Albert Karl Anton av Sachsen (1875–1900), ogift

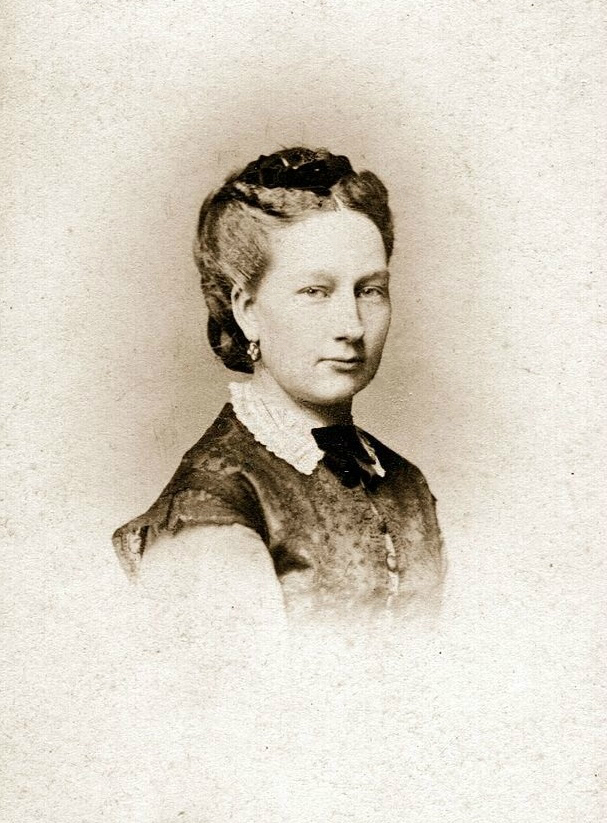
Maria Anna av Portugal.